# Parafia św. Marty w Słobódce Raszkowieckiej
Parafia św. Marty w Słobódce Raszkowieckiej – rzymskokatolicka parafia znajdująca się w diecezji kiszyniowskiej w dekanacie naddniestrzańskim, de iure w Mołdawii, de facto w Naddniestrzu. 
Opiekę nad parafią sprawują sercanie. Jest to etnicznie polska parafia. Msze święte sprawowane są w językach polskim i rosyjskim.

## Historia
Wieś od początku zamieszkiwali polscy katolicy. Należała wcześniej do parafii św. Kajetana w Raszkowie, która została zlikwidowana po rewolucji październikowej. Od lat 60. XX w mieszkańcy starali się o zwrot kościoła. W 1973 władza zgodziła się na budowę w Słobódce Raszkowieckiej kaplicy cmentarnej, w której raz na dwa miesiące odprawiana była msza. W 1976 bez zgody władz wybudowano kościół, lecz został on zniszczony przez buldożery, a ludzie ukarani.
Parafia została zarejestrowana przez władze w 1988. W 1990 biskup pomocniczy ryski Vilhelms Ņukšs konsekrował kościół.
Z parafii pochodzi biskup kijowsko-żytomierski Petro Herkulan Malczuk OFM.